# Centro de Atenção Psicossocial
O Centro de Atenção Psicossocial (CAPS) é uma instituição brasileira que visa à substituição dos hospitais psiquiátricos - antigos hospícios ou manicômios - e de seus métodos para cuidar de afecções psiquiátricas. Os CAPS, instituídos juntamente com os Núcleos de Assistência Psicossocial (NAPS), através da Portaria/SNAS nº 224 - 29 de janeiro de 1992, atualizada pela Portaria nº 336 - 19 de fevereiro de 2002, são unidades de saúde locais/regionalizadas que contam com uma população adscrita definida pelo nível local e que oferecem atendimento de cuidados intermediários entre o regime ambulatorial e a internação hospitalar, em um ou dois turnos de 4 horas, por equipe multiprofissional, constituindo-se também em porta de entrada da rede de serviços para as ações relativas à saúde mental.

## Proposta
Modelo proposto na Itália, em Trieste, e que está sendo construído e adaptado no Brasil desde 1986. Consiste em um local que oferece cuidados intensivos, semi-intensivos ou não intensivos a pacientes em sofrimento psíquico diagnosticados como neuróticos graves ou psicóticos que podem já ter ou não histórico de internação e/ou terapia. Os Centros de Atenção Psicossocial, como referido, são serviços públicos de saúde mental, destinados a atender indivíduos com transtornos mentais relativamente graves. Esse serviço é uma substituição as internações em hospitais psiquiátricos, e tem como maior objetivo tratar a saúde mental de forma adequada, oferecendo atendimento à população, realizando o acompanhamento clínico, e promovendo a reinserção social dos usuários pelo acesso ao trabalho e ao lazer, a fim de fortalecer os laços familiares e comunitários.
Esse serviço oferece três modalidades de tratamento (intensivo, semi-intensivo, e não intensivo), que variam de acordo com a necessidade do indivíduo. O atendimento intensivo trata-se de atendimento diário oferecido quando a pessoa se encontra com grave sofrimento psíquico, em situação de crise ou dificuldades intensas no convívio social e familiar, precisando de atenção contínua. No semi-intensivo, o usuário pode ser atendido até doze dias no mês, modalidade oferecida quando o sofrimento e a desestruturação psíquica da pessoa diminuíram, melhorando as possibilidades de relacionamento. Deve-se ressaltar que o usuário ainda necessita de atenção direta da equipe do serviço para se estruturar e recuperar sua autonomia. O atendimento não intensivo é oferecido quando a pessoa não precisa de suporte da equipe para conviver na sociedade e realizar suas atividades na família e/ou no trabalho, podendo ser atendido até três dias no mês.

## Terapia
Logo, para ser atendido no CAPS, pode-se procurar diretamente esse serviço ou ser encaminhado pelo Programa de Saúde da Família ou por qualquer serviço de saúde. A pessoa também pode ir sozinha, mas na maioria dos casos é levada pela família, devendo ser acolhida em seu sofrimento a fim de construir um vínculo terapêutico e de confiança entre o profissional e o indivíduo que procura o serviço. Posteriormente é traçado um projeto terapêutico individual, construído de forma estratégica para atender as atividades de maior interesse para eles, respeitando o contexto em que estão inseridos, e atendendo também as suas necessidades.
O usuário neste momento também se compromete a cooperar com o tratamento, seguindo as prescrições médicas, participando de oficinas culturais, grupos terapêuticos, atividades esportivas, oficinas expressivas (dança, técnicas teatrais, pintura, argila, atividades musicais), oficinas geradoras de renda (marcenaria, cerâmica, bijuterias, brechó, artesanato em geral), e oficinas de alfabetização o que possibilita exercitar a escrita e a leitura, como um recurso importante na (re)construção da cidadania, oferece atividade de suporte social, grupos de leitura e debate, que estimulam a criatividade, a autonomia, e a capacidade de estabelecer relações interpessoais impulsionando-os à inserção social.
Essas oficinas podem contar com a participação da família e da comunidade, que são muito importantes para o processo de reabilitação e reinserção das pessoas portadoras de transtorno mental, pois produzem um grande e variado conjunto de relações de troca, reforçando os laços sociais e afetivos e proporcionando maior inclusão social desses membros. A proposta de cuidado ao portador de transtorno mental no interior dos CAPS é baseada em ações que visam a sua reabilitação psicossocial, pela busca de autonomia e de cidadania, ressaltando a integridade e as influências biopsicossociais no tratamento a ser executado. Dessa forma o CAPS será um instrumento que viabiliza a relação entre a família e usuário e entre o usuário e a instituição, incentivando a participação dos familiares, profissionais, e da comunidade nos projetos propostos a fim de gerar uma parceria.
Apesar deste sofrimento e desta sobrecarga, que o transtorno mental causa, percebe-se que a família é o elo mais próximo que os usuários têm com o mundo, por isso ela desenvolve um papel importante para seu o tratamento. O indivíduo encontra no serviço um apoio, no qual se estabelece uma relação de encontros com outros usuários e profissionais, mantendo-se diálogos relacionados às suas necessidades, desejos, histórias e conhecimentos específicos, trazendo uma troca de experiências, e principalmente um laço afetivo com os seus cuidadores.

## Equipe
Segundo a Portaria 336/2002 do Ministério da Saúde, o CAPS deve possuir uma equipe multiprofissional constituída de psiquiatras, neurologistas, enfermeiros, nutricionistas, farmacêuticos, fonoaudiólogos, psicólogos, assistentes sociais, musicoterapeutas, terapeutas ocupacionais, fisioterapeutas, técnicos de enfermagem, monitores e estagiários, entre outros profissionais, sendo um serviço comunitário que tem como papel cuidar de pessoas que sofrem com transtornos mentais, em especial os transtornos severos e persistentes, no seu território de abrangência. Ainda segundo a Portaria 130/2012, o atendimento realizado pelo CAPS deve incluir ações dirigidas aos familiares e o comprometimento com a construção dos projetos terapêuticos de inserção social.
Estes serviços devem ser substitutivos e não complementares ao hospital psiquiátrico. De fato, o CAPS é o núcleo de uma nova clínica, produtora de autonomia, que convida o usuário à responsabilização e ao protagonismo em toda a trajetória do seu tratamento.

## Modalidades
- CAPS I — Destinado a um território com população entre 20 000 e 70 000 habitantes (critério para implantação) e é referência para um território com população de até 50 000 habitantes. Não há limite de idade para a utilização. O atendimento ao paciente inclui, além de medicamentoso e de psicoterapia, visita domiciliar e atendimento à família.[2][4]
- CAPS II — Destinado a um território com população entre 70 000 e 200 000 habitantes (critério para implantação) e é referência para um território com população de até 100 000 habitantes. Não há limite de idade para a utilização. O atendimento ao paciente inclui, além de medicamentoso e de psicoterapia, visita domiciliar e atendimento à família.[2][4]
- CAPS III — Destinado a um território com população acima de 200 000 habitantes (critério para implantação) e é referência para um território com população de até 150 000 habitantes. Não há limite de idade para a utilização. O atendimento ao paciente inclui, além de medicamentos e de psicoterapia, visita/atendimento domiciliar e atendimento à família. O CAPS III constitui-se no principal dispositivo CAPS e presta um serviço de atenção contínua, durante 24 horas, diariamente, incluindo feriados e finais de semana, com capacidade de acolhimento, observação e repouso noturno. No caso da necessidade do usuário utilizar o leito noturno, a utilização não pode exceder sete dias consecutivos ou dez dias não consecutivos. Desempenha o papel de principal regulador da porta de entrada da rede assistencial em saúde no âmbito do seu território e/ou do módulo assistencial e é também o principal dispositivo substitutivo da internação em hospital psiquiátrico. É a mais complexa modalidade de CAPS para a prestação do atendimento em transtorno mental.[2][4]
- CAPSi II — Destina-se ao atendimento de crianças e adolescentes e é concebido para atender preferencialmente portadores de transtornos mentais graves. Pode também atender, eventualmente, usuários de álcool e outras drogas. Destinado a um território com população acima de 200 000 habitantes, é referência para um território com população de até cerca de 200 000 habitantes ou outro parâmetro populacional definido pelo gestor local. O atendimento ao paciente inclui, além de medicamentoso e de psicoterapia, visita/atendimento domiciliar e atendimento à família.[2][4]
- CAPS ad II — Destina-se ao atendimento de usuários com transtornos mentais decorrentes do uso e dependência de substâncias psicoativas (incluindo o álcool). Recebe esses usuários para tratamento e recuperação, com ênfase na redução de danos, com o estímulo a novos hábitos, visando à diminuição de internações hospitalares para desintoxicação e outros tratamentos. Destinado a um território com população acima de 70 000 habitantes. O atendimento ao paciente inclui, além de medicamentoso e de psicoterapia, visita/atendimento domiciliar e atendimento à família.[2][4]
- CAPS ad III — É destinado a proporcionar atenção integral e contínua a usuários com transtornos mentais decorrentes do uso e dependência de substâncias psicoativas (incluindo o álcool), com funcionamento durante as 24 horas do dia, inclusive nos feriados e finais de semana. Foi idealizado para atender a uma população de 200 000 a 300 000 habitantes por unidade. Nas capitais dos Estados, todos os CAPS ad II passam a ser CAPS ad III. Em cada região de abrangência, o município sede deverá, através de um plano de ação regional, indicar um hospital geral de referência para o CAPS ad III - Regional, que funcione como apoio qualificado a usuários que apresentem quadros de abstinência, intoxicação aguda ou agravos clínicos relacionados ao consumo de álcool e outras drogas. O atendimento ao paciente inclui, além de medicamentoso e de psicoterapia, visita/atendimento domiciliar e atendimento à família.[4]